# Spektroskopia korelacji fluorescencji
Spektroskopia korelacji fluorescencji (FCS, z ang. fluorescence correlation spectroscopy) – technika spektroskopowa wykorzystująca zjawisko fluktuacji natężenia fluorescencji w małej oświetlonej objętości do uzyskiwania informacji o procesach, które są źródłem tych fluktuacji.

## Początki spektroskopii FCS
Pierwsze doniesienia o tej optycznej metodzie zostały przedstawione w latach siedemdziesiątych XX w., kiedy to przeprowadzono pierwsze eksperymenty i zaprezentowano teoretyczne podstawy spektroskopii korelacji fluorescencji. Zwiększenie czułości tej metody badawczej stało się możliwe dopiero kilkanaście lat późnej przez wprowadzenie optyki konfokalnej do spektroskopu. Pozwoliło to wskrzesić i udoskonalić koncepcję FCS przez kolejnych autorów oraz zredukować sygnał tła, co było przepustką otwierającą drzwi do detekcji sygnału pochodzącego od pojedynczych cząsteczek w roztworze oraz do teoretycznego opisu spektroskopii FCS dla pojedynczych fluoryzujących cząsteczek.

## Zasada działania i wyniki uzyskiwane w pomiarach metodą FCS
FCS jest techniką spektroskopową pozwalającą obserwować ruchliwość molekuł w roztworze. Z obserwacji tych można wysnuwać wnioski na temat wzajemnego oddziaływania cząsteczek w roztworze. W technice tej śledzi się przypadkowe ruchy znakowanych fluorescencyjnie biomolekuł w ściśle zdefiniowanej objętości, oświetlanej przez wiązkę lasera. Te fluktuacje fluoryzujących cząsteczek dostarczają informacji o współczynnikach dyfuzji lub czasach dyfuzji cząsteczek i pośrednio o ich rozmiarach.
Wzrost rozmiarów znakowanych fluorescencyjnie biomolekuł, będący konsekwencją, np. ich oddziaływania z innymi molekułami, jest szybko rejestrowany jako wzrost czasu dyfuzji tych pierwszych. FCS umożliwia badanie termodynamicznych i kinetycznych parametrów opisujących oddziaływania pomiędzy cząsteczkami.
W spektroskopii korelacji fluorescencji możliwa jest detekcja sygnałów pochodzących od pojedynczych, fluoryzujących w ognisku lasera cząsteczek. Pomiary z tak dużą czułością trwają od kilku do kilkudziesięciu sekund. Pomiar jest tym lepszy, im mniejsza jest liczba emitujących światło cząsteczek, przez co możliwe staje się badanie molekuł, których stężenie osiąga wartość nanomolową (10−9 mola) – często właśnie takie jest stężenie fizjologiczne tych molekuł. Właściwy pomiar odbywa się w minimalnej objętości zredukowanej do ogniska lasera. W praktyce ilość cieczy wymagana do pomiaru determinowana jest technicznymi możliwościami realizacji eksperymentu, np. objętość próbki należy zwiększyć, by nie wysychała podczas pomiaru.
Spektroskopia FCS w swoich podstawach opiera się na dwóch zasadniczych elementach:
- układzie optycznej detekcji zawierającym element konfokalnej objętości mikroskop konfokalny,
- matematycznej metodzie pozwalającej ilościowo oceniać obserwowane fluktuacje, a znanej jako funkcja autokorelacji.

## Pomiar w eksperymencie FCS
Element konfokalny (ognisko konfokalne) jest wytwarzany w ognisku wiązki lasera na fizycznie najmniejszej plamce z wykorzystaniem wysokoprecyzyjnej optyki mikroskopu. Kiedy znakowana barwnikiem fluorescencyjnym molekuła dyfunduje przez obszar konfokalny, pobudzana jest do emisji światła. Ta fluorescencja jest rejestrowana. Objętość konfokalna w tych warunkach jest mniejsza niż np. rozmiary komórki bakteryjnej Escherichia coli i zawiera w sobie mniej niż femtolitr (10−15 litra) roztworu.
Emisyjne światło fluorescencji przechodzi przez filtry. Działanie filtrów polega na odcięciu promieniowania pochodzącego od lasera, a przepuszczeniu promieniowania o dłuższej fali pochodzącego od fluoryzujących cząsteczek (pasmo fluorescencji leży w obszarze dłuższych fal niż pasmo absorpcji – reguła Stokesa). Wielkość fluktuacji, czyli ich amplituda, oceniana jest przez funkcję autokorelacji. Amplituda fluktuacji zależy od stężenia fluoroforów w ognisku, im ich mniej, tym jest ona wyższa. Szybkość dyfuzji przez ognisko: małych i niezwiązanych z innymi cząsteczek różni się od szybkości dyfuzji cząsteczek dużych i powiązanych z innymi. Różnicę tę odzwierciedla szybkość rejestrowanych fluktuacji sygnału fluorescencji, która jest duża dla ruchliwych cząsteczek.
Sukcesy, jakie odnosi spektroskopia FCS, są wynikiem udanego mariażu nowoczesnej optyki z matematyczną metodą interpretującą obserwowane fluktuacje rejestrowanej fluorescencji, dzięki czemu możliwe jest:
- niezwykle szybka detekcja fluktuacji sygnału fluorescencji,
- uzyskanie wyniku pomiaru w postaci funkcji autokorelacji praktycznie w chwili trwania pomiaru,
- redukcja objętości badanej próbki do kilkunastu mikrolitrów,
- możliwość przeprowadzania pomiaru na próbkach o stężeniu nanomolowym.

## Zastosowania FCS
W spektroskopii korelacji fluorescencji widać wyłącznie znakowane fluorescencyjnie cząsteczki, co często eliminuje konieczność oczyszczania preparatu.
Technika FCS pozwala na badanie procesów asocjacji, przede wszystkim w odniesieniu do ważnych cząsteczek biologicznych (receptory białkowe, fragmenty DNA), oraz badanie własności fizykochemicznych ośrodków z otoczenia lub wnętrza żywej komórki. Dzięki dobrej lokalizacji pomiaru można mierzyć ruchliwość cząsteczek w określonych miejscach wewnątrz komórki lub wewnątrz różnego rodzaju tkanek.
Przykładowe zastosowania:
- reakcji enzymatycznych, w których enzym i substrat tworzą kompleks,
- procesu wiązania się białek do kwasów nukleinowych,
- procesu wiązania komplementarnych fragmentów DNA,
- procesu wiązania różnego rodzaju cząsteczek do receptorów komórkowych pomiarem dyfuzji znakowanych fluorescencyjnie cząsteczek w błonach komórkowych,
- oddziaływań pomiędzy białkami w żywej komórce,
- procesu oligomeryzacji białek.

## Wstęp teoretyczny do spektroskopii FCS
Fluorescencja emitowana przez molekuły znajdujące się w ognisku lasera jest rejestrowana foton za fotonem. Zakładając stałą moc lasera, czasowe fluktuacje {\displaystyle \delta I(t)} intensywności fluorescencji {\displaystyle I(t),} definiuje się jako czasowe odstępstwo od średniej wartości sygnału fluorescencji {\displaystyle \langle I(t)\rangle {:}}
{\displaystyle \delta I(t)=I(t)-\langle I(t)\rangle .}
Przyczyną fluktuacji fluorescencji mogą być: zmiany wydajności kwantowej barwnika wynikające z przemian chemicznych, którym on podlega lub dyfuzja barwnika przez objętość ogniska konfokalnego. Fluktuacje wywołuje również wymuszony przepływ. W poniższych rozważaniach założono, że reakcje chemiczne nie są obiektem pomiarów, a przyczynkiem do fluktuacji jest dyfuzja translacyjna molekuł.
W FCS fluktuacje fluorescencji pochodzące od fluoryzujących molekuł służą do uzyskania informacji o dynamicznych procesach zachodzących na poziomie molekularnym. Fluktuacje są analizowane przy użyciu unormowanej funkcji autokorelacji {\displaystyle G(\tau ),} która ma następującą postać:
{\displaystyle G(\tau )={\frac {\langle \delta I(t)\delta I(t+\tau )\rangle }{\langle I(t)\rangle ^{2}}}={\frac {\langle I(t)I(t+\tau )\rangle }{\langle I(t)\rangle ^{2}}}-1={\frac {1}{\langle N\rangle }}{\frac {1}{1+{\frac {\tau }{\tau _{D}}}}}{\frac {1}{\sqrt {1+{\frac {\omega _{xy}^{2}}{\omega _{z}^{2}}}\cdot {\frac {\tau }{\tau _{D}}}}}}}
dla {\displaystyle \tau =0} otrzymuje się:
{\displaystyle G(0)={\frac {1}{\langle N\rangle }}={\frac {1}{V_{eff}\langle C\rangle }},}
gdzie:
{\displaystyle \langle N\rangle } – liczba fluoryzujących cząsteczek w objętości konfokalnej,
{\displaystyle \langle C\rangle ={\frac {\langle N\rangle }{V_{eff}}},}
{\displaystyle V_{eff}} – objętość efektywna definiowana jako {\displaystyle V_{eff}=\pi ^{3/2}\omega _{xy}^{2}\omega _{z}.}
{\displaystyle \omega _{xy}} oraz {\displaystyle \omega _{z}} – rozmiary pomiarowej objętości konfokalnej w płaszczyźnie i wzdłuż osi tej objętości (wyznacza się je doświadczalnie na podstawie pomiaru funkcji autokorelacji dla wzorcowego barwnika o znanym współczynniku dyfuzji)
Zmierzona funkcja autokorelacji może teraz służyć do teoretycznego ustalenia i charakterystyki procesu, który wywołał fluktuacje. Funkcja autokorelacji {\displaystyle G(t)} opisuje dyfuzję translacyjną w elipsoidalnej objętości konfokalnej, przy założeniu, że czas zaniku fluorescencji {\displaystyle \tau _{F}} i czas dyfuzji translacyjnej {\displaystyle \tau _{D}} można dobrze separować w czasie.
Mierząc funkcję autokorelacji można zatem wyznaczyć czas dyfuzji znakowanej fluorescencyjnie cząsteczki. Znając czas dyfuzji {\displaystyle \tau _{D}} można natomiast obliczyć współczynnik dyfuzji fluoryzującej cząsteczki:
{\displaystyle D=\omega _{xy}^{2}/{4\tau _{D}}.}
Czas dyfuzji molekuły jest definiowany poprzez współczynnik dyfuzji {\displaystyle D,} który silnie zależy od następujących parametrów:
- masy cząsteczkowej (pośrednio),
- ogólnego kształtu cząsteczki.

Służyć on może do badania procesów, w których zmienia się w czasie masa i rozmiar fluoryzującej cząsteczki (np. w wyniku oddziaływania znakowanych fluorescencyjnie substratów z enzymami), co objawia się poprzez zmianę ich współczynnika dyfuzji (mierzonego pośrednio w technice FCS).